# Temnoscheila yuccae
Temnoscheila yuccae is een keversoort uit de familie schorsknaagkevers (Trogossitidae). De wetenschappelijke naam van de soort werd in 1874 gepubliceerd door George Robert Crotch.